# Czarna Białostocka
Czarna Białostocka (do 1952 Czarna Wieś Stacja, 1952–62 Czarna Wieś) – miasto w Polsce położone w województwie podlaskim, w powiecie białostockim, siedziba gminy miejsko-wiejskiej Czarna Białostocka. Leży na Wysoczyźnie Białostockiej, otoczona lasami Puszczy Knyszyńskiej. Zaliczana do aglomeracji białostockiej.
Do 1962 roku Czarna Białostocka rozwijała się razem z sąsiednią miejscowością o nazwie Czarna Wieś Kościelna jako jedna struktura organizacyjna o nazwie Czarna Wieś. W latach 1975–1998 miasto administracyjnie należało do województwa białostockiego.
Według danych GUS z 1 stycznia 2024 r. Czarna Białostocka liczyła 8579 mieszkańców.
W Czarnej Białostockiej swoją siedzibę ma Nadleśnictwo Czarna Białostocka.

## Historia
- XIII wiek – Powstanie grodziska pod Niemczynem (osadnictwo mazowieckie).
- 1388 – Ustalenie granicy mazowiecko-litewskiej na rzece Czarnej, którą nazywano Małą Suchołdką (Maleysucholdi), a następnie Sokołdką i Sokołdką Lacką.
- XV wiek – Nad rzeką Czarną przed 1509 r. wybudowano stajnie królewskie z obejściami gospodarskimi, gdzie koszono i gromadzono siano, a także wyruszano na łowy.
- XVI wiek – Pojawienie się nazwy rzeka Czarna.
- 1509 – Zygmunt I Stary nadał Puszczę Knyszyńską do rzeki Czarnej wojewodzie trockiemu Mikołajowi Radziwiłłowi, który nad rzeką Czarną wybudował dwór i zagarnął po drugiej stronie rzeki część Puszczy Bielskiej urządzając tam łowiska. Wybudował także w 1510 roku trakt z Knyszyna do Sokółki przez most na rzece Czarnej zwany później Wielką Drogą Królewską.
- 1536 – Królowa Bona odebrała Radziwiłłom ziemie do rzeki Czarnej, przeszły one w ręce królewskie i w 1571 roku zostały przekazane Zygmuntowi II Augustowi. Przy rzece Czarnej zbiegały się granice puszcz: Malawickiej, Kryńskiej, Odelskiej i Kuźnickiej. Utworzono z nich leśnictwo sokólskie i na mocy konstytucji sejmu z 1589 roku weszły one w skład Ekonomii Grodzieńskiej jako królewskie dobra stołowe. Tereny te przeznaczono do wyłącznej dyspozycji królewskiej podlegającej ochronie jako terytoria łowieckie.
- XVII wiek – Intensywna eksploatacja puszcz – wyrób klepek i popiołu.
- 1639 – Ordynacja Królewskich Puszcz wymienia ostępy: Perekał (obecnie Pierekał-Zawały – Dzielnica Czarnej Białostockiej), Mochnacz (wieś Machnacz) oraz Niemczyna (wieś Niemczyn) i Oleszkowa.
- XVII wiek – Budowa w ostępie Złotoria młyna i folwarku Ratowiec, później także dworu.
- XVIII wiek – Osadzenie wsi Czarna na prawie łowieckim.
- 1702 – Powstanie rudni do wytopu żelaza o nazwie Rzeczka (wieś Ruda Rzeczka).
- 1782 – Budowa stacji pocztowej Buksztel przez Golfryda Rybeka, 25 kwietnia 1793 zatrzymuje się tutaj król Polski - Stanisław August Poniatowski.
- 1795 – Tymczasowe wcielenie wsi Czarnej do Prus Nowowschodnich wskutek III rozbioru Polski, przejściowa administracja pruska zmienia nazwę na Czarną Wieś.
- 1798 – Budowa tartaku wodnego w Rudni koło Czarnej Wsi.
- 1807 – W wyniku pokoju w Tylży Czarna Wieś staje się częścią Imperium Rosyjskiego (zaboru rosyjskiego), a wojska rosyjskie i urzędnicy pozostaną w niej aż do 1915.
- XIX wiek – Powstanie w Czarnej Wsi dużego ośrodka ludowego przemysłu domowego produkcji dachówki ceramicznej.

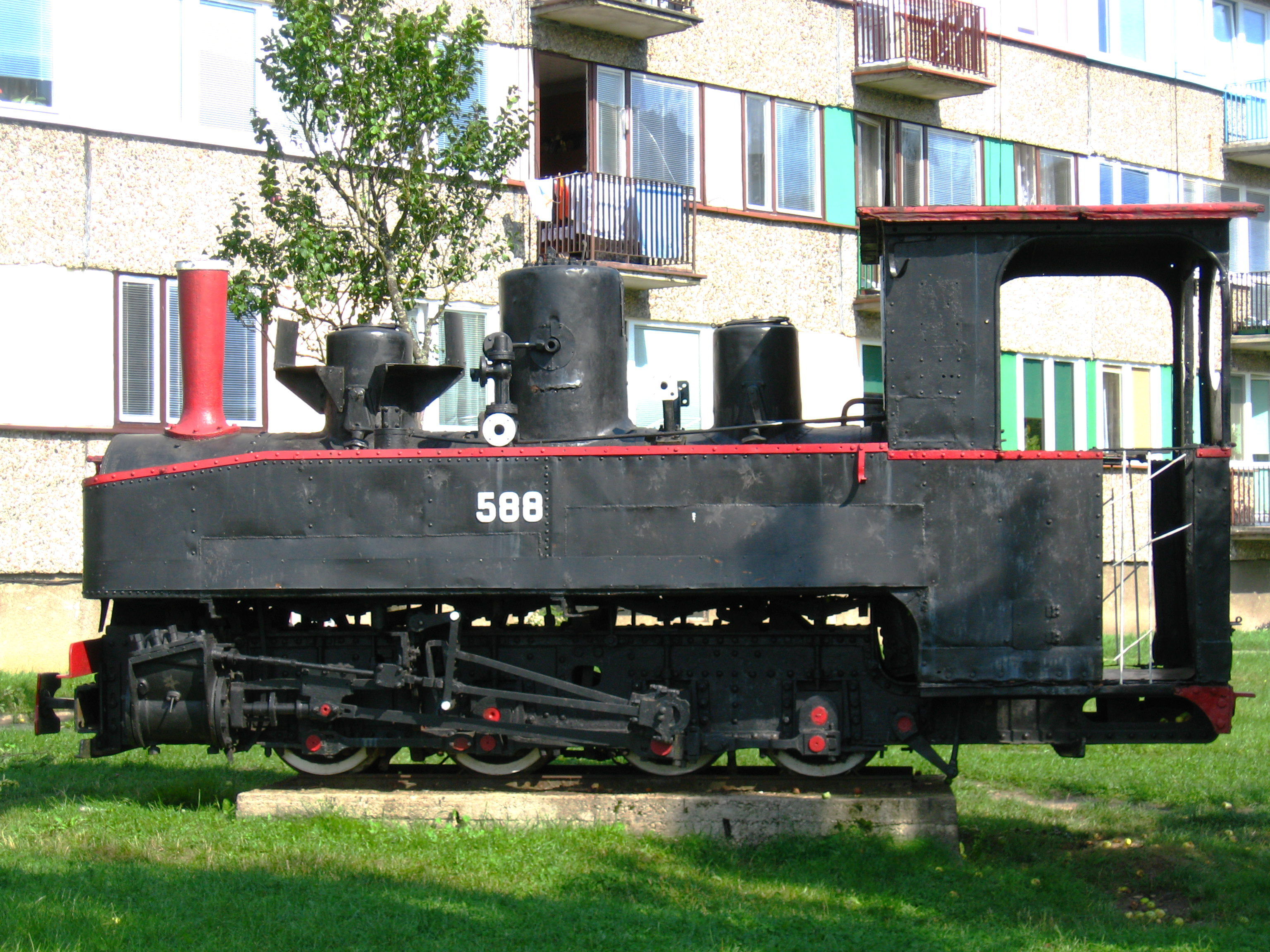
Lokomotywa leśnej kolejki wąskotorowej

- 1862–1864 – Budowa kompleksu stacyjnego Czarna Wieś (dworzec, stacja pomp, wieża ciśnień i budynki mieszkalne), 15 grudnia 1862 uruchomienie Magistrali Petersbursko-Warszawskiej.
- 1 marca 1863 –  W trakcie powstania styczniowego przeciwko rosyjskiemu zaborcy ma miejsce zwycięska potyczka oddziału powstańczego Walerego Parczewskiego z kozakami pod Czarną Wsią, 16 maja–1 czerwca 1863 powstańcy pod dowództwem Onufrego Duchińskiego i Walerego Wróblewskiego obozowali w ostępie Budzisk.
- 1864 – Ulokowanie w Czarnej Wsi urzędu gminnego, a następnie rosyjskiej szkoły ludowej.
- 1869 – Przeprowadzenie uwłaszczenia Czarnej Wsi.
- 1908 – Utworzenie przy stacji wsi Zapieczki, żydowski kupiec Dawid Pokrzywa wybudował w Wodokaczce pierwszy mechaniczny tartak parowy przy którym powstało małe osiedle robotnicze.
- 1912 – Czarna Wieś liczyła 440 mieszkańców, Wodokaczka – 200, Zapieczki – 70, Buksztel – 200 osób, lasy wokół w XIX wieku nazywano Puszczą Buksztelską.
- 1910 – Budowa kaplicy rzymskokatolickiej.
- 1 kwietnia 1913 – Ksiądz Edward Szapel z mieszkańcami rozpoczyna budowę kościoła w Czarnej Wsi.
- 15 sierpnia 1915 – Wycofujący się Rosjanie podpalają Wodokaczkę, kompleks stacyjny i tartak, Czarną Wieś zajmują wojska niemieckie.
- 1916–1918 – Budowa przy stacji tartaków, kolejek wąskotorowych, warsztatów mechanicznych i elektrowni przez Niemców, intensywna trzebież puszczy.
- 19 grudnia 1919 – Wojsko Polskie zajmuje Wodokaczkę, Zapieczki i Buksztel, Czarna Wieś odzyskuje niepodległość i wraca w granice państwa polskiego.
- 27 lipca 1920 – W czasie walk odwrotowych, został pochowany legionista Stanisław Szczęsny, zmarł w wyniku odniesionych ran podczas walki w okolicy Rozedranki.
- 1921 – Czarna Wieś Kościelna liczyła 458 mieszkańców, Czarna Wieś Stacja – 614, Buksztel – 161 osób w gminie Czarna Wieś. Powstaje tartak, późniejszy Zakład Przemysłu Drzewnego[3].
- 1923–1928 – Tartakami Państwowymi w Czarnej Wsi kierował dyrektor Jan Czajkowski, przedsiębiorstwo składało się z 2 tartaków: dużego 4-trakowego od 1930 r. 5-trakowego i małego l-trakowego po przeciwnej stronie torów (w latach trzydziestych zamieniono go na skrzynkamię), kolejek leśnych, warsztatów mechanicznych i elektrowni.
- 1924–1926 – Pierwsza parcelacja kolonii Zapieczki i Perekał-Zawały, ta i późniejsze parcelacje stworzyły osiedla domków jednorodzinnych.
- 1 kwietnia 1927 – zniesienie gminy Czarna Wieś i przeniesinie z powiatu sokólskiego do  gminy Czarna Wieś (z siedzibą w Czarnej Wsi Kościelnej) w powiecie białostockim[4].
- 1927–1936 – Komasacja Czarnej Wsi Kościelnej.
- 1932 – Budowa świetlicy międzyorganizacyjnej, boiska i toru ślizgawkowego w Czarnej Wsi Stacja oraz Domu Katolickiego w Czarnej Wsi Kościelnej.
- 1933 – Budowa nowej szkoły im. Marszałka Józefa Piłsudskiego w Czarnej Wsi Stacja.

- 1934

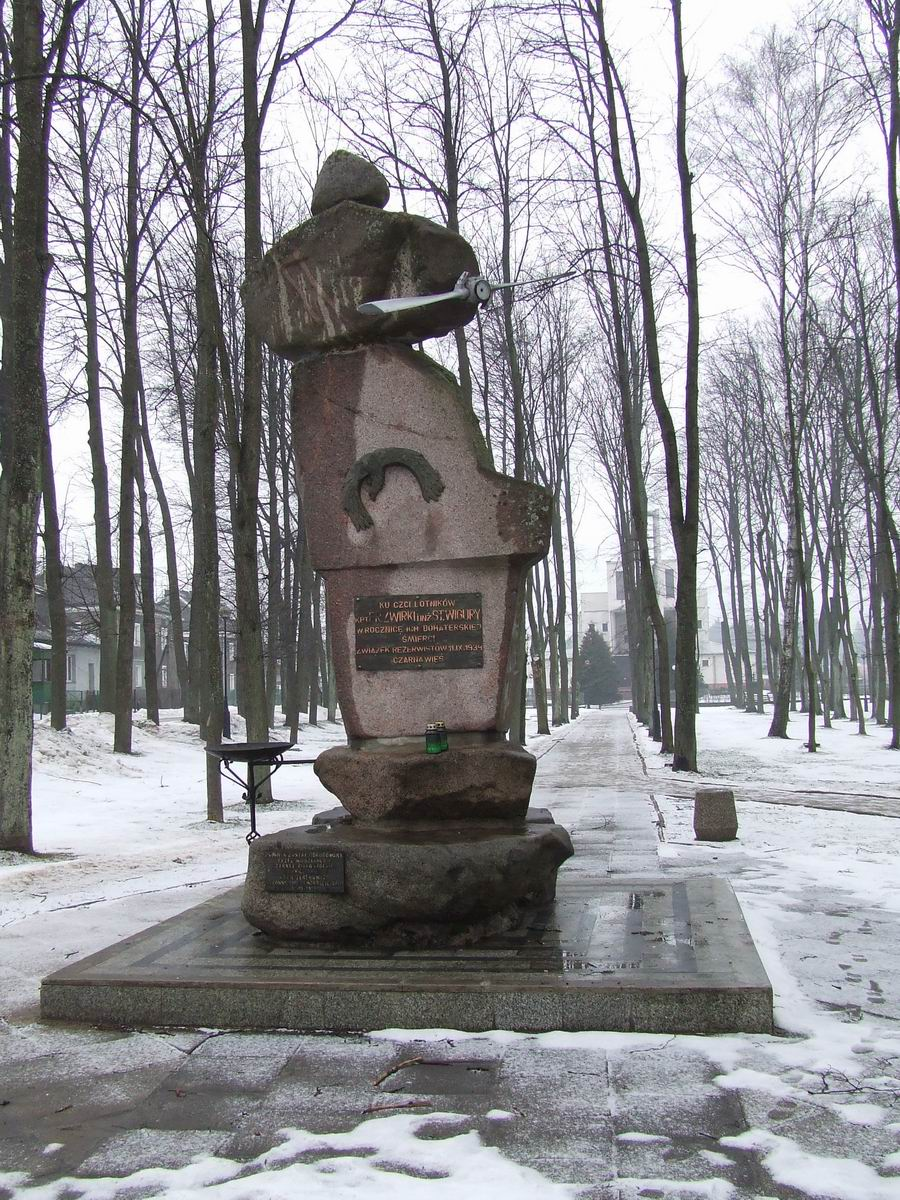
Pomnik Żwirki i Wigury

  - Budowa murowanego budynku Spółdzielni „Samopomoc”, pomnika Żwirki i Wigury oraz wieży strażackiej w Czarnej Wsi Stacja, powstał kompleks rekreacyjno-sportowy zawierający także park z alejkami, „patelnię” z miejscem dla orkiestry oraz boiska i inne urządzenia sportowe. Mecenasami kultury byli Witold i Janina Wigurowie – kierownik tartaków z żoną. Działało także szereg organizacji społecznych – Ochotnicza Straż Ogniowa, a także Związek Strzelecki, Związek Rezerwistów i Związek Przysposobienia Wojskowego Kobiet (słynne „pewukaczki”).
  - włączenie Wodokaczki do Czarnej Wsi Stacji[5]
- 1935 – Czarna Wieś Stacja liczyła już 2200 mieszkańców, Czarna Wieś Kościelna – 730, a Buksztel 450 osób.
- 1937–1939 – Budowa Osiedla Tartacznego w Czarnej Wsi Stacji. Miejscowość nazywana była miasteczkiem, liczyła 200 domów mieszkalnych i 2650 mieszkańców. Posiadała 22 ulice, 12 sklepów, 2 piekarnie i restaurację.
- 1939–1941 – Po sowiecko-niemieckiej agresji na Polskę i podziale jej terytoriów, miejscowość znajduje pod okupacją sowiecką.
- 27 czerwca 1941 – Czarna Wieś Kościelna zostaje zbombardowana przez lotnictwo niemieckie. Wycofanie się Sowietów, początek okupacji niemieckiej.
- 29 lipca 1944 – Wycofujący się Niemcy niszczą tartak i kompleks stacyjny.
- 8 lipca 1945 – Bitwa I Pułku Praskiego Wojska Polskiego ze zgrupowaniem Armii Krajowej Obywatelskiej (AKO) pod Ogółami.

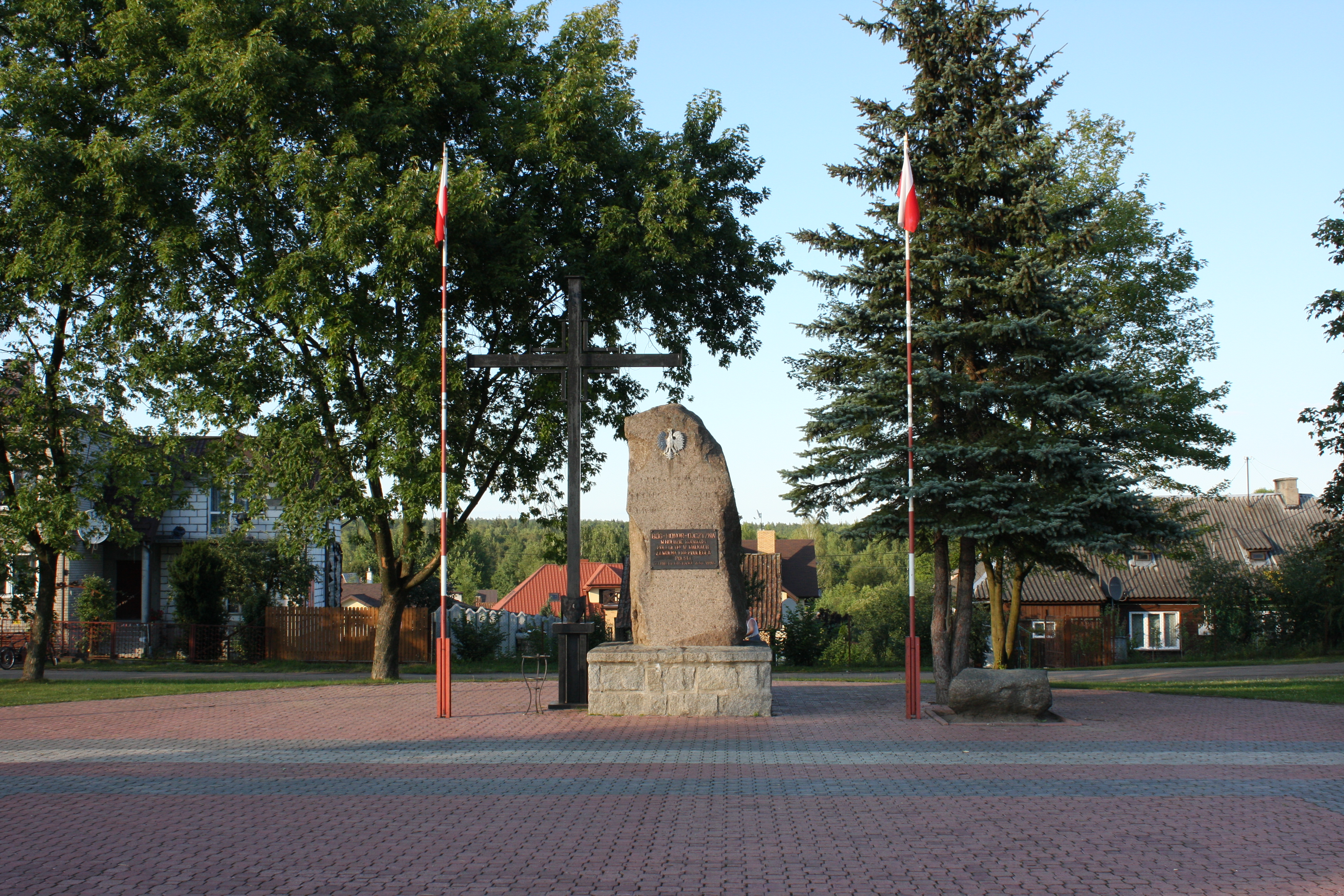
Pomnik poległym w walce za ojczyznę

- 1946 – Budowa kaplicy rzymskokatolickiej w Czarnej Wsi Stacja.
- 1 lipca 1952 zmiana nazwy z Czarna Wieś Stacja na Czarna Wieś; Pierekał-Zawały włączony do gromady Czarna Wieś[6].
- 20 października 1952 – Utworzenie Fabryki Maszyn Rolniczych „Biafamar” – Wytwórni Chemicznej nr 14 w Czarnej Wsi – produkcja wyrobów o charakterze specjalnym (militarnych). Budowę rozpoczęto już w 1952 roku i intensywnie kontynuowano w latach 1953–1954. Na potrzeby dużej liczby nowozatrudnianych pracowników w Czarnej Wsi rozpoczęto budowę Zakładowego Osiedla Robotniczego (ZOR) bloków mieszkalnych przy nowych ulicach, infrastruktury wodnej i kanalizacyjnej. Wybudowano też kino, świetlice zakładowe, hala sportowa i stadion oraz plac targowy.
- Jesień 1954 – utworzenie gromady Czarna Wieś, obejmującą  Czarną Wieś (z Pierekałem-Zawałami), Buksztel, Machnacz, Brzozowy Mostek, Czumazówką i Ponurą kolonię
- 1 stycznia 1956 – gromada Czarna Wieś otrzymuje prawa osiedlowe, przez co miejscowości wchodzące w skład dotychczasowej gromady Czarna Wieś (Wodokaczka, Pierekał-Zawały Buksztel, Machnacz, Brzozowy Mostek, Czumażówka i Ponura kolonia) stają się integralnymi częsciami Czarnej Wsi[7]
- 1956 – Fabryka zmienia nazwę na Wytwórnię Wyrobów Precyzyjnych i kontynuując produkcję specjalną, rozpoczyna produkcję jednoosiowych rozrzutników obornika RT I oraz innych produktów drewnianych i metalowych jak stolarka budowlana czy puszki narzędziowe do motocykli. W 1958 roku rozpoczęto produkcję domowej pralki elektrycznej, która po rozrzutniku staje się drugim podstawowym wyrobem. Na początku lat sześćdziesiątych po zaprzestaniu produkcji pralki zakład podejmuje wytwarzanie chłodziarki domowej „Szron”, a następnie poszukiwanej lodówki „Szron Lux 125”.
- 1957 – Osiedlowa Rada Narodowa podjęła uchwałę o przemianowaniu się na miejską i zmiany nazwy osiedla na miasto Czarnolesie, ze względów historycznych nazwa ta została uchylona.
- 18 lipca 1962 – osiedle Czarna Wieś otrzymuje prawa miejskie i nazwę Czarna Białostocka[8], miejscowość liczyła 5521 mieszkańców. W mieście znajdowały się: szkoła podstawowa, Przyzakładowa Szkoła Zawodowa, dwa przedszkola, dwa stałe kina, dwie biblioteki, pięć świetlic zakładowych, ośrodek zdrowia, izba porodowa, apteka, laboratorium i żłobek.
- 1967–1976 – Dalsza rozbudowa fabryki, a wraz z nią miasta. 26 marca 1973 nazwę przedsiębiorstwa zmieniono na „Agromet” Fabryka Maszyn Rolniczych w Czarnej Białostockiej, która specjalizowała się w produkcji dla rolnictwa: całych rodzin rozrzutników własnej konstrukcji, przyczep-wywrotek i kooperacji część do ciągników i innych maszyn rolniczych. „Agromet” FMR stał się miejskim mecenasem kultury i sportu – wspierał Robotniczy Klub Sportowy „SKRA” odnoszący duże sukcesy w piłce nożnej i boksie, inicjował czyny społeczne – np. budowę zalewu wodnego w latach 1971–1981, czy współorganizował imprezy kulturalne (największą z nich były Dni Czarnej Białostockiej).
- 1976 – Budowa kościoła parafialnego pod wezwaniem Św. Rodziny w Czarnej Białostockiej.
- 1984 – Budowa prawosławnej cerkwi parafialnej pod wezwaniem Świętych Niewiast Niosących Wonności w Czarnej Białostockiej.
- 1996 – Czarna Białostocka osiąga liczbę 10 000 mieszkańców
- 2003 – Budowa kościoła parafialnego pod wezwaniem Jezusa Miłosiernego w Czarnej Białostockiej według projektu Tomasza M. Perkowskiego.

## Atrakcje turystyczne
- skansen,
- Obóz Partyzancki,
- rezerwaty leśne:
  - Rezerwat przyrody Budzisk
  - Rezerwat przyrody Jesionowe Góry
  - Rezerwat przyrody Międzyrzecze

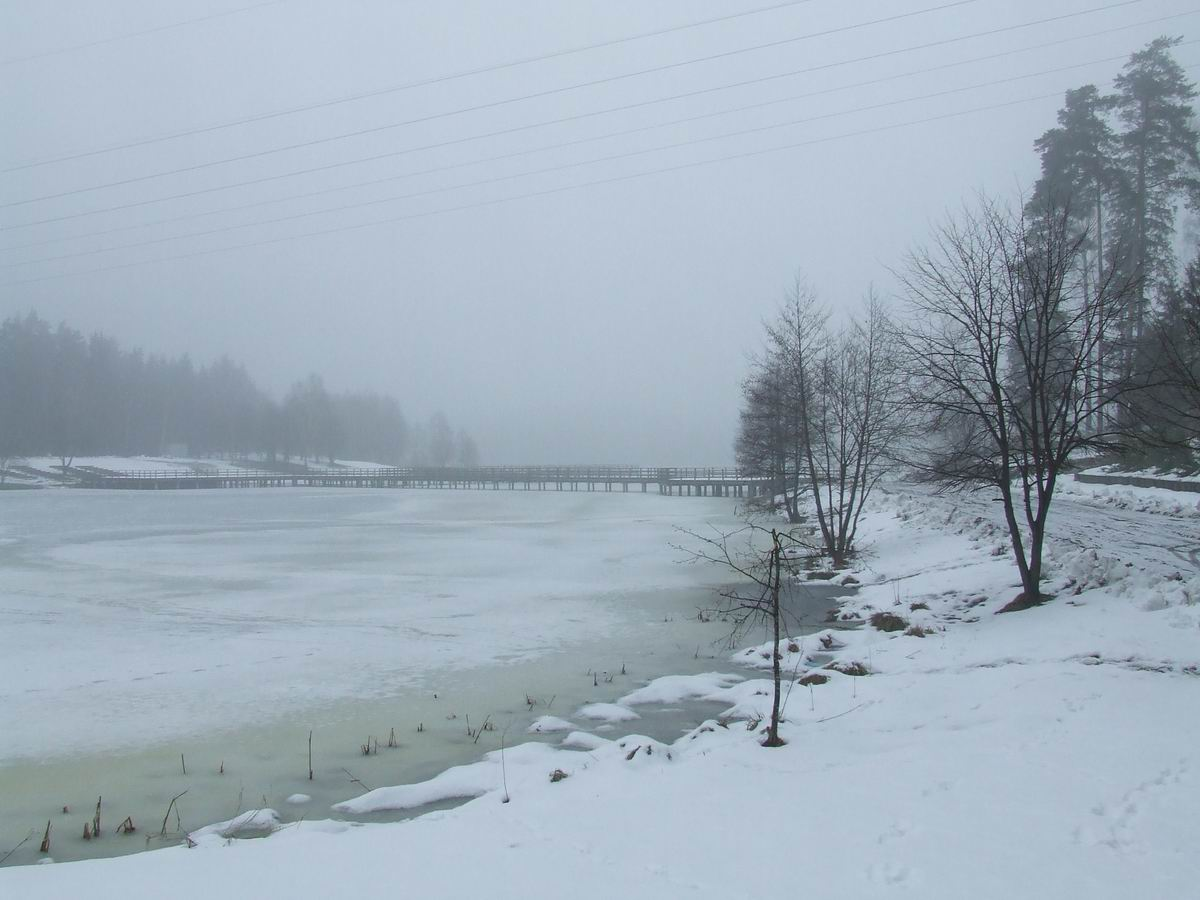
Zalew Czapielówka

- leśna kolej wąskotorowa o całkowitej długości 20 km łącząca Czarną Białostocką z Kopną Górą, gdzie zlokalizowana jest jedna z ważniejszych atrakcji Białostocczyzny – Arboretum w Kopnej Górze. Linią opiekuje się Fundacja na Rzecz Leśnych Kolei Wąskotorowych. Obecnie żaden z odcinków nie jest czynny.
- Zalew wodny Czapielówka położony w środku lasu. Znajduje się tam pomost, wzdłuż wykonana jest metalowa balustrada oraz podjazd dla osób niepełnosprawnych.

Miasto i Gmina Czarna Białostocka w znacznej części położone są wśród lasów Puszczy Knyszyńskiej. Zabudowania miejskie rozciągają się na polanie leśnej, a w pobliżu nich znajduje się malowniczo położony zalew Czapielówka. Pobliskie lasy obfitują w bogactwo flory i fauny jakiej trudno szukać w innych miejscach kraju. Takie warunki stwarzają podstawę do rozwoju turystyki. Malownicze położenie Czarnej Białostockiej powoduje, że dysponuje ona znakomitymi warunkami do różnego rodzaju wypoczynku przez cały rok. Zalew położony jest wśród leśnej polany. Dla amatorów wędkowania umożliwia wyzwanie do złowienia szczupaka, sandacza, okonia, amura, lina, karpia, leszcza czy też karasia. Z walorów tych korzystają nie tylko mieszkańcy Czarnej Białostockiej, ale także mieszkańcy Białegostoku i okolic.

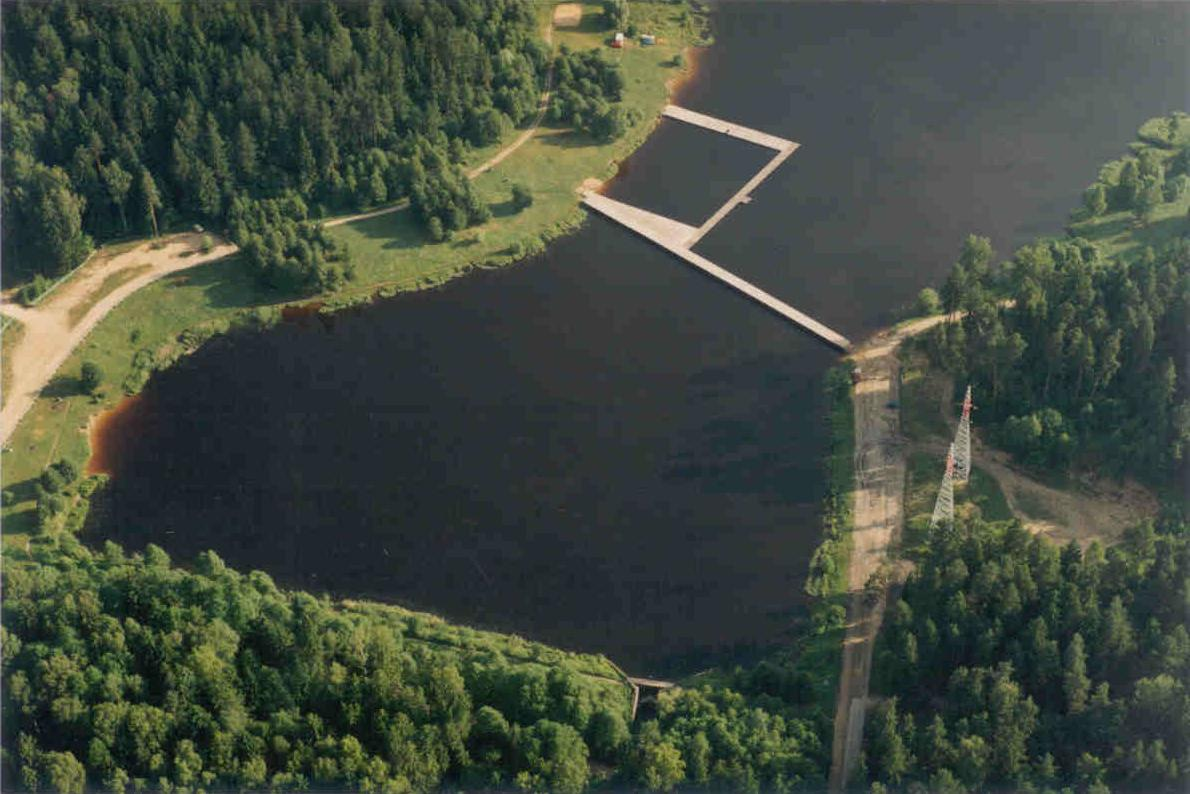
Zalew wodny Czapielówka z lotu ptaka

Historia budowy zalewu Czapielówka sięga czasów II wojny światowej. W czasie działań wojennych położona nieopodal Czarnej Białostockiej – Czarna Wieś Kościelna została dotkliwie zniszczona. Podczas odbudowy zniszczeń, jak również w czasie budowy Wytwórni Wyrobów Precyzyjnych usytuowanej w lasach Puszczy Knyszyńskiej, zaczęto odczuwać brak wody. Wówczas to zrodził się pomysł budowy dużego stawu. Jego realizacji podjęli się inż. Jerzy Terlecki i mgr inż. Kazimierz Błahuszewski. Według wstępnych projektów staw usytuowany miał być u wylotu ulic Młynowej i Marszałkowskiej. Jednakże po konsultacjach uznano, że woda w tym miejscu nie utrzyma się i dlatego też podjęto decyzję o jego zlokalizowaniu, gdzie znajduje się w obecnym miejscu. Tamę zlokalizowano na rzece Czapielówka w miejscu gdzie znajdowała się kładka łącząca dwie miejscowości Czarną Białostocką i Czarną Wsią Kościelną. W dniu 20 maja 1971 roku Urząd Miasta i Gminy uchwałą nr 73/145/71 ogłosił powołanie Społecznego Komitetu Budowy Zbiornika Wodnego pod przewodnictwem Jerzego Terleckiego. Budowa zbiornika trwała niemalże 10 lat pochłaniając przy tym dużo środków finansowych. Sama budowa wymagała znacznego zaangażowania mieszkańców, nadleśnictwa, a także wojska. Protokół zdawczo-odbiorczy zalewu został sporządzony w dniu 3 czerwca 1981 roku w Urzędzie Miasta i Gminy w Czarnej Białostockiej. W trakcie trwania budowy 10 listopada 1978 roku zatwierdzono projekt techniczny na wykonanie drewnianego pomostu łączącego dwa brzegi zalewu. Szerokość pomostu wynosiła 3,50 m i miał on łączną powierzchnię 1142,50 m². konstrukcje pomostu wykonano z drewnianych pali o średnicy 28 cm i długości 8,50 m. Poszycie wykonano zostało z desek o grubości 50 mm. Pomost wybudowany został przez jednostkę wojskową. W takiej postaci pomost eksploatowany był przez 22 lata, kiedy to ze względu na zły jego stan techniczny stwarzający zagrożenie dla osób podjęto decyzję o jego remoncie. 16 czerwca 2004 roku uzyskano pozwolenie na remont i budowę pomostu. Pierwsze prace rozpoczęły się w lipcu 2004 roku, ich wykonawcą było Gospodarstwa Pomocnicze Eksploatacja Urządzeń Melioracyjnych w Białymstoku. Prace przy pomoście zakończono w dniu 30 września 2004 roku. Obecna powierzchnia pomostu wynosi 2170,84 m², wykorzystywany jest on do celów rekreacyjnych, wędkarskich, organizacji imprez kulturalnych i zawodów sportowych.

## Podział administracyjny

### Miasto Czarna Białostocka
Osiedla w Czarnej Białostockiej:
- Osiedle Centrum
- Osiedle ZOR
- Osiedle Zielone
- Osiedle Starówka
- Osiedle Buksztel
- Osiedle Pierekały
- Osiedle Wiosenne
- Osiedle Wschód
- Osiedle Miasteczko
- Osiedle Tartaczne

## Demografia
Według danych z 31 grudnia 2013 roku miasto zamieszkiwało 9671 osób.

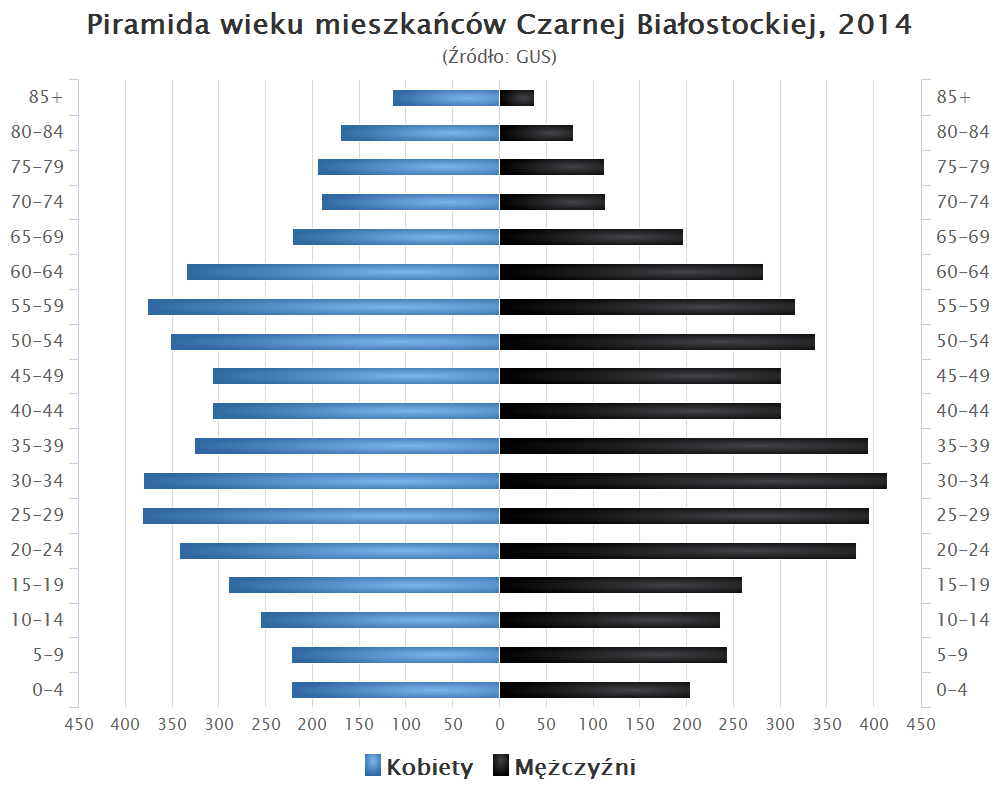
Piramida wieku mieszkańców Czarnej Białostockiej w 2014 roku

## Transport

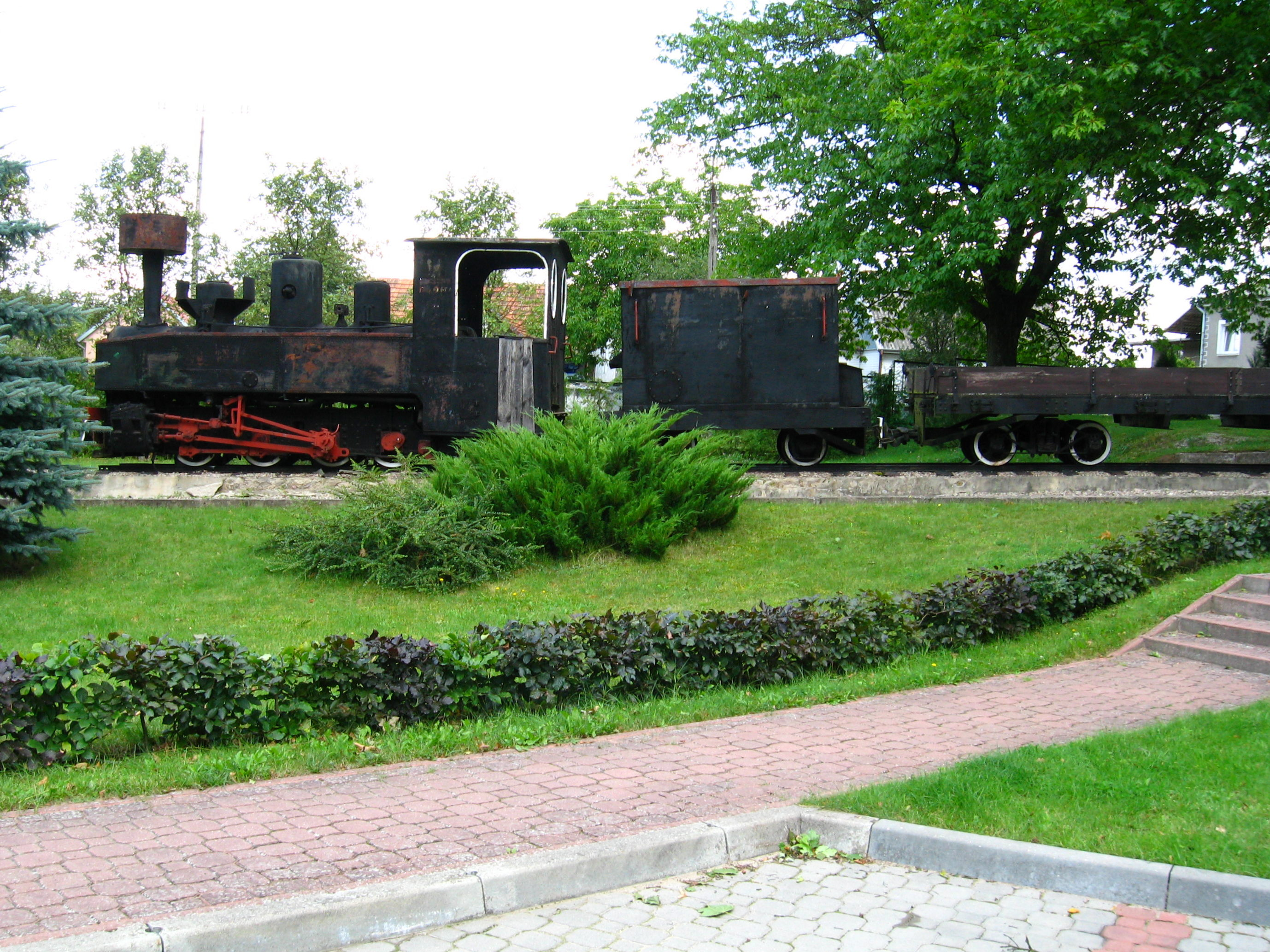
Pociąg Leśnej Kolejki Wąskotorowej

Przez Czarną Białostocką biegnie droga krajowa * 19 Kuźnica Białostocka – Sokółka – Czarna Białostocka – Białystok – Bielsk Podlaski – Siemiatycze – Radzyń Podlaski – Lubartów – Lublin – Kraśnik – Janów Lubelski – Nisko – Rzeszów.
Znajdująca się w mieście stacja kolejowa Czarna Białostocka jest stacją węzłową linii kolejowej nr 6, dawnej kolei Warszawsko-Petersburskiej.

## Edukacja
Przedszkola
- Przedszkole w Czarnej Białostockiej „Kraina marzeń”
- Prywatne Przedszkole w Czarnej Białostockiej "Kraina Montessori"

Szkoły Podstawowe
- Szkoła Podstawowa nr 1 im. św. Jana Pawła II

- Szkoła Podstawowa nr 2 im. Romualda Traugutta

Szkoły Średnie
- Zespół Szkół w Czarnej Białostockiej

## Kluby i stowarzyszenia sportowe
- Gimnazjalny Klub Sportowy „Zeus”
- Klub Sportowy Kyokushin w Czarnej Białostockiej
- Ludowy Uczniowski Klub Sportowy „CZARNI”
- Uczniowski Klub Sportowy „ISKRA”
- Klub Fotograficzny „PRYZMAT” (www.pryzmat.org)
- Stowarzyszenie Młodzież Wszechpolska koło w Czarnej Białostockiej
- Klub sportowy-piłkarski „CZARNI”

## Religia

### Kościół Rzymskokatolicki
- Parafia Jezusa Miłosiernego
- Parafia Świętej Rodziny

### Polski Autokefaliczny Kościół Prawosławny
- Parafia Świętych Niewiast Niosących Wonności